# Внешняя политика Намибии
Внешняя политика Намибии — это общий курс Намибии в международных делах. Внешняя политика регулирует отношения Намибии с другими государствами. Реализацией этой политики занимается Министерство иностранных дел Намибии.

## История
23 апреля 1990 года Намибия стала 160-м членом Организации Объединённых Наций и 50-м членом Содружества наций. Намибия в значительной степени проводит независимую внешнюю политикy. Имеет тесные отношения с государствами, которые помогали ей в Войне за независимость, включая Китайскую Народную Республику, Россию и Кубу. Намибия укрепляет экономические и политические связи в южноафриканском регионе: является членом Сообщества развития Юга Африки и Южноафриканского таможенного союза. Намибия является сторонником дальнейшей региональной интеграции.
Основным торгово-экономическим партнёром Намибии является Южно-Африканская Республика. В марте 1990 года между странами были установлены дипломатические отношения. В декабре 1994 года президент ЮАР Нельсон Мандела объявил о решении своего правительства списать долг Намибии, что составляло около 190 млн. долларов США. Портовый город Уолфиш-Бей был возвращен Намибии решением президента ЮАР Нельсона Манделы. Намибия оказывала помощь соседней Анголе в преодолении последствий гражданской войны в этой стране. Отношения Намибии с соседней Ботсваной омрачают территориальные споры и вопрос с распределением водных ресурсов.